# Піос
Піос (ісп. Pioz) — муніципалітет в Іспанії, у складі автономної спільноти Кастилія-Ла-Манча, у провінції Гвадалахара. Населення — 3103 особи (2010).
Муніципалітет розташований на відстані близько 45 км на схід від Мадрида, 18 км на південь від Гвадалахари.
На території муніципалітету розташовані такі населені пункти: (дані про населення за 2010 рік)
- Піос: 627 осіб
- Лос-Чаркільйос: 144 особи
- Лас-Матільяс: 104 особи
- Лос-Молінос: 39 осіб
- Лас-Суертес: 94 особи
- Ла-Арболеда: 731 особа
- Ель-Боске-дель-Енарес: 577 осіб
- Ель-Чапарраль: 12 осіб
- Траскастільйо: 259 осіб
- Валькастільйо: 384 особи
- Мадребуена: 125 осіб
- Лас-Вільяс-де-Піос: 7 осіб

## Демографія
Динаміка населення (INE ):